# Bufoides
Bufoides – rodzaj płazów bezogonowych z rodziny ropuchowatych (Bufonidae).

## Zasięg występowania
Rodzaj obejmuje gatunki występujące w północno-wschodnich Indiach w stanach Meghalaya i Mizoram.

## Systematyka

### Etymologia
Bufoides: rodzaj Bufo Garsault, 1764; gr. -οιδης -oidēs „przypominający”.

### Podział systematyczny
Do rodzaju należą następujące gatunki:
- Bufoides bhupathyi Naveen, Tapley, Chandramouli, Jervis, Babu, Meetei & Karunakaran, 2023
- Bufoides kempi (Boulenger, 1919)
- Bufoides meghalayanus (Yazdani & Chanda, 1971)